# WILD GHETTO
「WILD GHETTO」（ワイルド・ゲットー）は、日本の ロックバンドであるスターリンの5枚目のシングル。1991年7月21日に アルファレコードから発売された。

## 解説
- アルバム『STREET VALUE』（1991年）と同時発売されたシングル。
- 曲調は前作以上にハードロックよりとなっており、ジャケット写真もメンバー全員が革のジャンパーにパンツという出で立ちでパンク・ロックのイメージからは離れている。
- カップリング曲はアルバム未収録となっている。

## リリース履歴
| No. | 日付          | レーベル         | 規格      | 規格品番 | 最高順位 | 備考 |
| --- | ------------- | ---------------- | --------- | -------- | -------- | ---- |
| 1   | 1991年7月21日 | アルファレコード | 8センチCD | ALDA-32  | -        |      |

## 収録曲
全曲、作詞：遠藤ミチロウ／作曲：LENINGRAD PARADISE
1. 「WILD GHETTO」
2. 「Game Over」

## 参加ミュージシャン
- 遠藤ミチロウ - ボーカル
- 三原重夫 - ドラムス
- 斉藤律 - ギター
- 安達親夫 - ベース

- 福富幸宏 - プログラミング

## 収録アルバム
- 「WILD GHETTO」
  - 『STREET VALUE』（1991年）
- 「Game Over」
  - アルバム未収録